# 新地 (历史省份)

新地历史省份的徽章

新地（芬蘭語：Uusimaa）是芬兰的历史省份。它与芬兰本部、海梅、萨沃及卡累利阿等历史省份接壤。自中世纪到1809年，大部分现今为芬兰的地区曾是瑞典的一部分，因此新地也是这些瑞典历史省份中的一个。

## 历史

新地历史省份的位置（蓝色部分）

连同芬兰南部和西部的其他地区一道，新地自12或13世纪起由瑞典王国统治。新地的沿海地带最初大半荒芜人烟，但不久就由瑞典人移居此地。
芬蘭戰爭结束后，在1809年9月所有的芬兰省份都被割让给俄国。新地在原先的省级行政区划中称为新地省，1997年时合并至南芬兰省。2010年芬兰省份全部取消，新地划分为两个新的行政区：新地区和東新地區。但一年之后东新地区合并至新地区。